# 新奇怪蛤
新奇怪蛤（学名：Cetomya eximia），又名渾滾砂蛤，是笋螂目砂蛤科的一种，原屬砂蛤属，今屬怪蛤属。

## 分佈
分布于太平洋沿岸，包括西岸的中国大陆、台湾。常栖息在水深520米软泥底。

## 外部連結
- 維基物種上的相關：渾滾砂蛤